# بروکز پوینت
بروکز پوینت (به لاتین: Brooke's Point) یک سکونتگاه مسکونی در فیلیپین است که در پالاوان واقع شده‌است.

## خصوصیات
بروکز پوینت ۱٬۳۰۳٫۴۰ کیلومترمربع مساحت و ۶۱٬۳۰۱ نفر جمعیت دارد.